# Лич, Рик
Рик Лич (англ. Rick Leach; род. 28 декабря 1964 в Аркейдии, Калифорния) — американский профессиональный теннисист и теннисный тренер, бывшая первая ракетка мира в парном разряде. Пятикратный победитель турниров Большого шлема в мужском парном разряде и четырёхкратный в смешанном парном разряде, трёхкратный победитель итоговых турниров АТР-тура в мужских парах, двукратный обладатель Кубка Дэвиса в составе сборной США.

## Спортивная карьера
С детства и на протяжении всей карьеры Рика Лича тренировал его отец, Дик. За время учёбы в Университете Южной Калифорнии Рик Лич четырежды включался в символическую любительскую сборную США в одиночном и парном разряде, а в 1986 и 1987 году побеждал в парном разряде в студенческом первенстве США. В том же 1987 году он добился и первых успехов в ранге профессионала: в июне, в первом же своём профессиональном турнире в Лондоне, с соотечественником и партнёром по студенческим соревнованиям Тимом Посатом он дошёл до финала, а в июле в Штутгарте, также с Посатом, выиграл свой первый турнир Гран-При. К концу сезона он уже входил в число 30 сильнейших теннисистов мира в парном разряде согласно рейтингу АТР.
Сезон 1988 года Лич провёл в паре с другим американцем Джимом Пью. Вместе они выиграли восемь турниров, включая Открытый чемпионат Австралии и турнир Мастерс — итоговый турнир года по версии Ассоциации теннисистов-профессионалов (АТР). Они играли также ещё в трёх финалах, в том числе на Открытом чемпионате США. В сентябре Лич вошёл в первую десятку рейтинга среди теннисистов, выступавших в парном разряде, а закончил сезон на седьмом месте. На следующий год они с Пью вторично выиграли Открытый чемпионат Австралии и вышли в финал Уимблдонского турнира. В смешанных парах Лич с американкой Мередит МакГрат вышел в свой первый финал турнира Большого шлема на Открытом чемпионате США. Ещё до финала Уимблдона Лич поднялся на вторую строчку в рейтинге теннисистов в парном разряде, а в начале 1990 года после победы на турнире класса ATP Championship Series в Майами на два месяца возглавил рейтинг. В середине 1990 года они с Пью выиграли Уимблдонский турнир, а со сборной США завоевали главный командный трофей — Кубок Дэвиса, выиграв все четыре своих матча на протяжении сезона, а в финальном матче со сборной Австралии поставив победную точку уже после третьей игры (окончательный счёт матча 3—2). Значительных успехов Лич добился и в смешанных парах: сначала он с Зиной Гаррисон дошёл до финала Открытого чемпионата Австралии, где они уступили Пью и Наталье Зверевой, а потом, также с Гаррисон, выиграл Уимблдонский турнир.
В 1991 году, в свой последний сезон с Пью, Лич выиграл с ним два турнира и вышел в финал Открытого чемпионата Франции; тем не менее, этого им не хватило, чтобы снова принять участие в итоговом турнире АТР-тура. В конце года Лич нашёл нового партнёра — американца Келли Джонса, с которым дошёл до финала престижного турнира в Париже. На следующий год они выиграли два турнира и дошли до финалов чемпионатов Австралии и США, завоевав право на участие в финальном турнире года. В Кубке Дэвиса Лич провёл две встречи в паре с Джоном Макинроем в первом и втором кругах турнира; в полуфинале и финале его сменил в паре с Макинроем Пит Сампрас, а сборная США в итоге вновь завоевала Кубок Дэвиса.
Основным партнёром Лича в 1993 году стал олимпийский чемпион Сеула Кен Флэк. Вместе они выиграли три турнира, в том числе и Открытый чемпионат США (ещё один турнир, в Вашингтоне, Лич выиграл с Байроном Блэком из Зимбабве), но на чемпионат мира по версии АТР им пробиться не удалось. В начале того же года Лич на год выбыл из десятки сильнейших в парном разряде, ненадолго вернулся туда в феврале 1994 года, но этот сезон оказался для него неудачным, и в апреле он выбыл из десятки на три с половиной года, а во второй половине года оказался даже за пределами первых 50 игроков в рейтинге. Тем не менее, даже в этот неудачный год он выиграл три турнира с тремя разными партнёрами.
1995 год был ознаменован для Лича рядом успехов: он выиграл с Натальей Зверевой Открытый чемпионат Австралии в миксте, а с соотечественником и бывшим партнёром по студенческому теннису Скоттом Мелвиллом вышел в финал Уимблдона в мужских парах. Успешно проведя концовку сезона, Лич и Мелвилл попали на чемпионат мира АТР, но не сумели выйти в полуфинал из группы. В 1996 году Лич в смешанных парах с Манон Боллеграф из Нидерландов вышел в финал Открытого чемпионата США, а в мужских парах выиграл четыре турнира, все с разными партнёрами, подобравшись вплотную к десятке сильнейших в парном разряде. Возвращение в десятку произошло в следующем году, который Лич в основном провёл с Джонатаном Старком. За год они пять раз играли в финалах турниров, завоевав право на участие в чемпионате мира АТР, а на самом чемпионате победили, обыграв в полуфинале вторую пару мира, Пауля Хархёйса и Якко Элтинга из Нидерландов. В миксте Лич в паре с Боллеграф выиграл два турнира Большого шлема: вначале Открытый чемпионат Австралии, а затем Открытый чемпионат США.
В 1998 году партнёром Лича стал Эллис Феррейра из ЮАР, с которым они выиграли два турнира и сыграли ещё в четырёх финалах; в итоге Лич снова участвовал в чемпионате мира АТР, но на сей раз не вышел из группы. На следующий год они с Феррейрой снова вышли в финальный турнир года, но опять остановились на групповом этапе. На Открытом чемпионате Франции Лич с Ларисой Савченко-Нейланд в последний раз в карьере вышел в финал турнира Большого шлема в смешанных парах. В 2000 году, на третий год партнёрства с Феррейрой, он вышел в финал двух турниров Большого шлема, выиграл Открытый чемпионат Австралии и уступил Максиму Мирному и Ллейтону Хьюитту в финале Открытого чемпионата США. Помимо этого, они выиграли ещё два турнира и ещё дважды играли в финалах, а на чемпионате мира АТР дошли до полуфинала, где проиграли индийцам Бхупати и Паесу. В этом году Лич также в последний раз выступал за сборную США в Кубке Дэвиса.
По окончании сезона 2000 года 35-летний Лич согласился занять место теннисного тренера при Университете Южной Калифорнии, но затем решил вернуться в большой спорт. В 2001 году он выступал попеременно с Феррейрой и Дэвидом Макферсоном из США. С Макферсоном они выиграли один турнир и ещё раз играли в финале, с Феррейрой дошли до четвертьфиналов Уимблдона и Открытого чемпионата США, первенствовали на двух турнирах в октябре и завоевали путёвку на итоговый турнир года — Кубок Вызова (англ. ATP Doubles Challenge Cup), проводившийся в январе-феврале следующего года в Бангалоре отдельно от соревнований в одиночном разряде из-за опасений террористических атак.
На этом турнире после поражения в стартовом матче они выиграли четыре встречи подряд и стали чемпионами, в третий раз за карьеру Лича.
После этого Лич выступал ещё четыре года с различными партнёрами. Наиболее успешным в эти годы было для него партнёрство с Брайаном Макфи, с которым они за 2004 и 2005 годы шесть раз побывали в финалах турниров и выиграли два из них. Свой последний матч АТР-тура Лич провёл в 41 год в четвертьфинале турнира в Вашингтоне в июле 2006 года, уступив в паре с парагвайцем Дельгадо россиянам Куницыну и Турсунову.
В дальнейшем возобновил тренерскую карьеру, в частности с командой «Остин Эйсез» в лиге World TeamTennis, пробившись с ней в финал лиги и завоевав титул «тренера года» в 2015 году.

## Участие в финалах турниров Большого шлема (20)

### Мужской парный разряд (12)

#### Победы (5)
| Год  | Турнир                           | Партнёр        | Соперники в финале           | Счёт в финале             |
| 1988 | Открытый чемпионат Австралии     | Джим Пью       | Джереми Бейтс Петер Лундгрен | 6-3, 6-2, 6-3             |
| 1989 | Открытый чемпионат Австралии (2) | Джим Пью       | Марк Кратцман Даррен Кэхилл  | 6-4, 6-4, 6-4             |
| 1990 | Уимблдонский турнир              | Джим Пью       | Дани Виссер Питер Олдрич     | 7-65, 7-64, 7-65          |
| 1993 | Открытый чемпионат США           | Кен Флэч       | Мартин Дамм Карел Новачек    | 6-7, 6-4, 6-2             |
| 2000 | Открытый чемпионат Австралии (3) | Эллис Феррейра | Уэйн Блэк Эндрю Кратцман     | 6-4, 3-6, 6-3, 3-6, 18-16 |

#### Поражения (7)
| Год  | Турнир                       | Партнёр        | Соперники в финале            | Счёт в финале        |
| 1988 | Открытый чемпионат США       | Джим Пью       | Серхио Касаль Эмилио Санчес   | Без игры             |
| 1989 | Уимблдонский турнир          | Джим Пью       | Джон Фицджеральд Андерс Яррид | 6-3, 64−7, 4-6, 64−7 |
| 1991 | Открытый чемпионат Франции   | Джим Пью       | Джон Фицджеральд Андерс Яррид | 0-6, 5-7             |
| 1992 | Открытый чемпионат Австралии | Келли Джонс    | Тодд Вудбридж Марк Вудфорд    | 4-6, 3-6, 4-6        |
| 1992 | Открытый чемпионат США (2)   | Келли Джонс    | Джим Грабб Ричи Ренеберг      | 6-3, 6-7, 3-6, 3-6   |
| 1995 | Уимблдонский турнир (2)      | Скотт Мелвилл  | Тодд Вудбридж Марк Вудфорд    | 5-7, 68−7, 65−7      |
| 2000 | Открытый чемпионат США (3)   | Эллис Феррейра | Максим Мирный Ллейтон Хьюитт  | 4-6, 7-5, 65−7       |

### Смешанный парный разряд (8)

#### Победы (4)
| Год  | Турнир                           | Партнёр               | Соперники в финале                          | Счёт в финале   |
| 1990 | Уимблдонский турнир              | Зина Гаррисон-Джексон | Элизабет Смайли Джон Фицджеральд            | 7-5, 6-2        |
| 1995 | Открытый чемпионат Австралии     | Наталья Зверева       | Джиджи Фернандес Цирил Сук                  | 7-64, 63−7, 6-4 |
| 1997 | Открытый чемпионат Австралии (2) | Манон Боллеграф       | Лариса Савченко-Нейланд Джон-Лаффни де Ягер | 6-3, 65−7, 7-5  |
| 1997 | Открытый чемпионат США           | Манон Боллеграф       | Мерседес Пас Пабло Альбано                  | 3-6, 7-5, 6-3   |

#### Поражения (4)
| Год  | Турнир                       | Партнёр                 | Соперники в финале            | Счёт в финале |
| 1989 | Открытый чемпионат США       | Мередит МакГрат         | Робин Уайт Шелби Кэннон       | 6-3, 2-6, 5-7 |
| 1990 | Открытый чемпионат Австралии | Зина Гаррисон           | Наталья Зверева Джим Пью      | 6-4, 2-6, 3-6 |
| 1996 | Открытый чемпионат США (2)   | Манон Боллеграф         | Лиза Реймонд Патрик Гэлбрайт  | 6-7, 6-7      |
| 1999 | Открытый чемпионат Франции   | Лариса Савченко-Нейланд | Катарина Среботник Пит Норвал | 3-6, 6-3, 3-6 |

## История участия в турнирах
| Tournament                                      | 1982 | 1983 | 1984 | 1985 | 1986 | 1987 | 1988 | 1989 | 1990 | 1991 | 1992 | 1993 | 1994 | 1995 | 1996 | 1997 | 1998 | 1999 | 2000 | 2001 | 2002 | 2003 | 2004 | 2005 | 2006 | Итог   | В/П за карьеру |
| ----------------------------------------------- | ---- | ---- | ---- | ---- | ---- | ---- | ---- | ---- | ---- | ---- | ---- | ---- | ---- | ---- | ---- | ---- | ---- | ---- | ---- | ---- | ---- | ---- | ---- | ---- | ---- | ------ | -------------- |
| Открытый чемпионат Австралии                    | A    | A    | A    | A    | -    | A    | П    | П    | 1/2  | 3R   | Ф    | 2R   | 1/4  | 1/4  | 1/4  | 1/2  | 1/4  | 1/2  | П    | A    | 1/4  | A    | 2R   | 2R   | A    | 3 / 16 | 55-13          |
| Открытый чемпионат Франции                      | A    | A    | A    | A    | A    | A    | 1/4  | 1R   | 3R   | Ф    | 1R   | 2R   | 1R   | 3R   | 1/4  | 1/4  | 1R   | 1/4  | 1R   | 3R   | 2R   | 2R   | 2R   | 1R   | A    | 0 / 18 | 27-18          |
| Уимблдонский турнир                             | A    | A    | A    | A    | 1R   | 2R   | 3R   | Ф    | П    | 1R   | 3R   | 2R   | 2R   | Ф    | 1R   | 3R   | 1/4  | 2R   | 1/4  | 1/4  | 2R   | 2R   | 3R   | 2R   | A    | 1 / 20 | 40-19          |
| Открытый чемпионат США                          | 1R   | A    | A    | A    | 2R   | 1R   | Ф    | 1/4  | 1R   | 2R   | Ф    | П    | 2R   | 1/4  | 1R   | 1R   | 1R   | 2R   | Ф    | 1/4  | 3R   | 2R   | 1R   | 1R   | A    | 1 / 21 | 37-19          |
| Мастерс / Чемпионат мира АТР / Кубок Вызова ATP | A    | A    | A    | A    | A    | A    | П    | RR   | RR   | A    | RR   | A    | A    | RR   | A    | П    | RR   | RR   | 1/2  | П    | A    | A    | A    | A    | A    | 3 / 10 | 19-19          |